# Шарашидзе Христина Георгіївна
Христина Георгіївна Шарашидзе або Чіто Шарашидзе(груз. ქრისტინე გიორგის ასული შარაშიძე, грудень 1889 — 10 листопада 1973) — грузинський педагог, вчена і політик, одна з п'яти жінок — членів Установчих зборів Грузії (1919—1921), крім Шарашидзе до них увійшли Елеонора Тер-Парсєгова-Махвіладзе, Ганна Сологашвілі, Єлизавета Накашидзе-Болквадзе та Мінадора Орджонікідзе-Торошелідзе.

## Життєпис
Христина народилася в сім'ї вчителів Георгія Шарашидзе і Ніно Кікодзе. Старший брат — Давид Шарашидзе.
Шарашидзе отримала початкову освіту в школі села Бахві. З 1899 року вона навчалася в Кутаїському жіночому училищі імені Святої Ніно. У 1904 році у віці 15 років Христина стала організатором підпільної групи політичної освіти. Члени цього гуртка неодноразово брали участь в демонстраціях Кутаїських учнів проти самодержавства. Шарашидзе займалася розповсюдженням забороненої літератури і рукописних газет. Це стало причиною виключення її зі школи в тому ж 1904 році. З 1905 року вона стала членом РСДРП. Під час революції 1905 року вона брала активну участь в революційних виступах, готувала інформацію для газет та брала участь в роботі з припинення «вірмено-мусульманських» зіткнень в Тифлісі. Христина була медсестрою в так званому «летючому загоні», надаючи допомогу потерпілим на вулицях Тифлісу в листопаді 1905 року.
З 1907 року Христина викладала в приватній гімназії Маріам Каухчішвілі в Кутаїсі. У 1909 році стала членом Грузинського товариства з поширення грамотності. В 1917 році стала членом Ради товариства. У 1910—1911 роках — член правління Кутаїського народного університету. З 1916 по 1921 рік редагувала дитячий журнал «Джазіл». У 1917 році увійшла до складу Установчого комітету Грузинського національного університету (нині — Тбіліський державний університет), була членом правління Товариства поширення літератури Грузії.

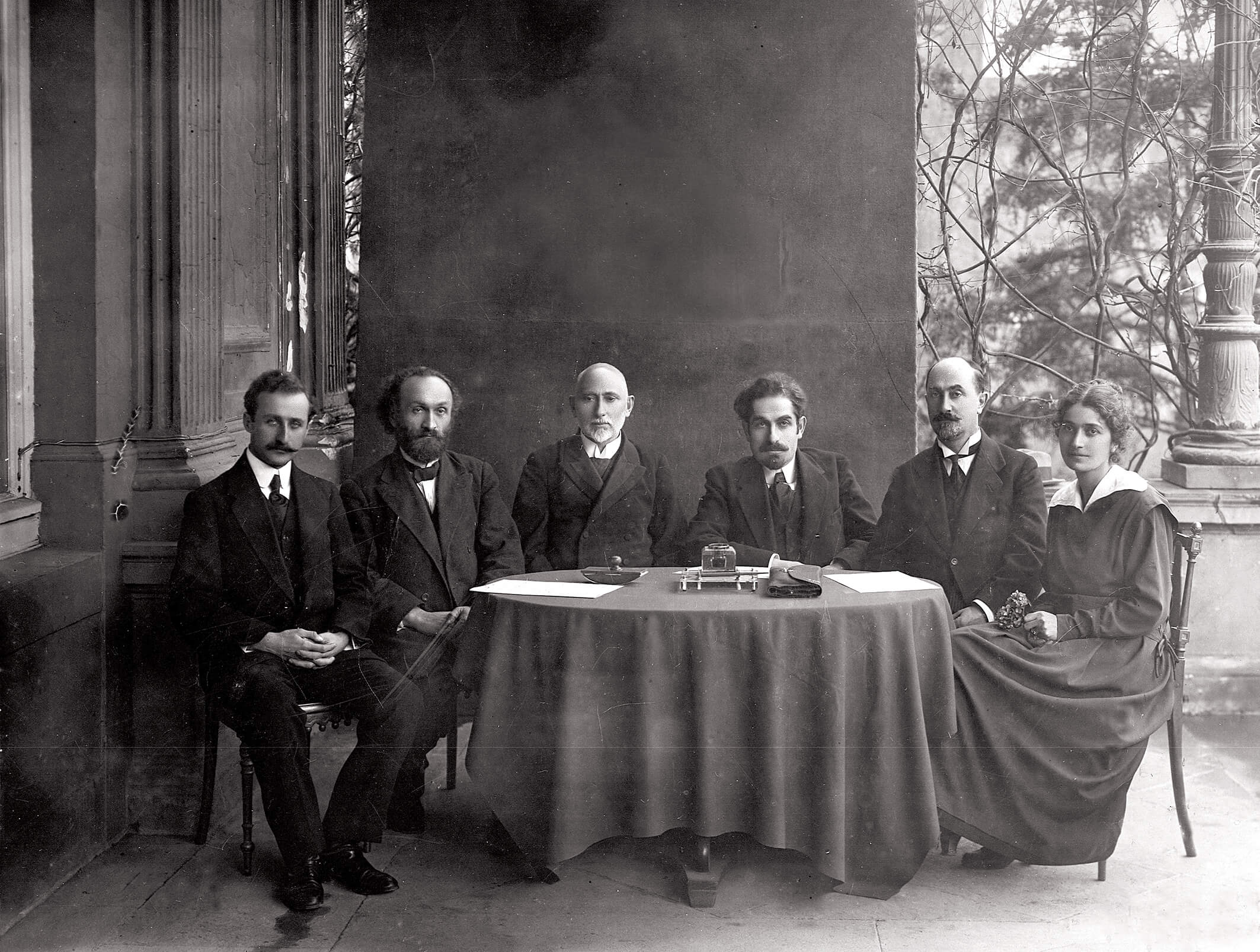
Президія Установчих зборів Грузії: К. Джапарідзе, Григол Натадзе, Е. Такаішвілі, А. Ломтатідзе, С. Мдивані і Христина Шарашидзе. Тифліс, 1918

У 1919 році Шарашидзе була обрана в Установчі збори Грузії за списком соціал-демократичної партії, стала секретарем Президії Установчих зборів, а також членом навчальної, бібліотечної та редакційної комісій (надалі Установчі збори працювали як парламент). Під час свого членства в парламенті Шарашидзе приділяла основну увагу законодавству в області охорони здоров'я і народної освіти.
Після радянсько-грузинської війни Христина залишилася на батьківщині і приєдналася до руху опору. Була членом Комітету жінок Соціал-демократичної партії Грузії, який таємно організовував надання допомоги політв'язням та їх сім'ям. З 1922 року Комітет був перетворений в єдину міжпартійну організацію, «Грузинський політичний червоний хрест», яка мала ті ж цілі. В серпні 1921 року Христина вперше була заарештована в Озургеті. У лютому 1922 року Всеросійська надзвичайна комісія (ЧК), щоб запобігти антирадянській демонстрації з нагоди річниці війни у Грузії, почала масово заарештовувати і ізольовувати лідерів і активних членів антибільшовицьких партій. Христина Шарашидзе була заарештована 17 лютого 1922 року в 10-му педагогічному технікумі, де вона працювала вчителем, за участь в студентському страйку. На допиті вона сказала: «У школі був страйк учнів, і я не знаю, хто керував страйком, і особисто я не мала ніякого відношення до цього страйку. Я не працюю проти верховенства [радянських] законів в Грузії, тому що нинішній режим унеможливлює [якусь] політичну роботу. Я не знаю, чи існує центральний комітет партії меншовиків і чи займається він якою-небудь роботою. Я можу сказати про міцність радянської влади в Грузії, що ця влада прийшла сюди за допомогою Російської Червоної Армії, яка є реальною силою, а уряд, що складається з грузин, є просто [фікцією] (вигадкою), [що прикриває] панування іноземних громадян в Грузії».
Президія Спеціальної комісії Грузинської РСР засудила Христину Шарашидзе до 6 місяців позбавлення волі 23 березня 1922 роки без урахування терміну попереднього ув'язнення. З виправного будинку № 2 (Фортеця Метехі) Христину Шарашидзе звільнили 6 травня 1922 року на поруки її брата Шалви Шарашидзе. Її родичі також піддавалися репресіям, її батько, Георгій Шарашидзе, двічі був заарештований, сестру Тамару Шарашидзе у вересні 1924 року було вислано в Середню Азію, її чоловіка Ніколоз Карцівадзе перший раз був заарештований в 1922 році, потім повторно заарештований і розстріляний в 1937 році.
У 1927—1931 навчалася на факультеті грузинської мови і літератури в Тифліському державному університеті. З 1924 по 1925 рік очолювала Кабінет грузинської мови в Будинку вчителів, а з 1917 по 1931 рік була співробітником Історико-етнографічного музею. У 1934 році зарахована до Державного університету в зв'язку з передачею туди Бібліотеки історико-етнографічного музею, але в 1935 році звільнена за розпорядженням ректора Левана Агніашвілі через конфлікт в бібліотеці. У 1936—1937 роках брала участь в організації Ювілейної виставки Шота Руставелі.
З 1938 по 1941 рік Шарашидзе редагувала перший том «Грузинської книжкової бібліографії», виїжджала у службових справах в Ленінград. У 1940—1945 працювала в відділі рукописів Державного музею та Академії наук. У 1945—1958 роках була науковим співробітником відділу рукописів, готувала важливі роботи по історії грузинської друкарської справи, в тому числі матеріали «Перша друкарня в Грузії (1709—1722)». Шарашидзе відредагувала і вивчила більше 1 500 рукописів IX—XIX століть. Найбільш важливими із них є матеріали Хеві «Історія Південної Георгії в трьох сюжетах» і «Історія Південної Георгії». Разом з Костянтином Гамсахурдіа і декількома іншими людьми, незважаючи на небезпеку репресій з боку влади, виступила з промовою на похоронах Еквтиме Такаїшвілі 21 лютого 1953 року. З 1958 по 1964 рік була науковим співробітником Інституту рукописів.
До 1964 року знаходилася під постійним наглядом радянських силових структур.
У 1964 році стала персональним пенсіонером республіканського значення.
Христина Шарашидзе померла 10 листопада 1973 року в Тбілісі. Похована 13 листопада на кладовищі Ваке. Її особистий архів: біографічні матеріали, творчі матеріали, кореспонденція, фотографії і різні інші матеріали, в цілому 2 938 одиниць зберігання знаходяться в Національному центрі рукописів.

## Родина
- Брат — Шалва Георгійович Шарашидзе (26 березня 1880 -15 травня 1934), письменник-сатирик, псевдонім «Миша» (груз. თაგუნა — «taguna»), був заарештований у вересні 1924 року[4].
- Сестра — Тамара Георгіївна Шарашидзе, у вересні 1924 року вислана в Середню Азію, а її чоловік Ніколоз Карцівадзе був перший раз заарештований в 1922, знову заарештований в 1937, після чого розстріляний як один з активістів і керівників меншовицької партії Грузії.